# Микроконтинент
Микроконтинент — подводное плато или отдельный остров в океане с типичной, но утончённой до 25-45 км континентальной корой с гранитным слоем, который откололся от континента на ранней стадии раскрытия океана.
Примеры микроконтинентов: плато Мадагаскара, Сейшельской банки и банки Сая-де-Малья в Индийском океане, и в районе Новозеландского плато в Тихом океане.

## Процесс появления
Состав микроконтинентальной коры очень похож на состав обычной континентальной коры. Процесс рифтогенеза, который привёл к образованию микроконтинентов, скорее всего, влияет на их слои и общую толщину наряду с добавлением в кору основных интрузий. Исследования показали, что средняя толщина земной коры микроконтинентов составляет приблизительно 24,8 ± 5,7 километра. Осадочный слой континентальных фрагментов или микроконтинентов может иметь толщину до 5 километров и может перекрывать от двух до трёх слоёв земной коры. Микроконтиненты имеют среднюю плотность земной коры 2,81 г/см³, что очень похоже на плотность типичной континентальной коры.
Зоны сдвиговых разломов вызывают фрагментацию микроконтинентов. Зоны связывают зоны растяжения, где континентальные части уже изолированы, через оставшиеся континентальные мосты. Кроме того, они способствуют быстрому истончению земной коры в узких зонах и почти вертикальных разломах с преобладанием разлома. Они развивают схемы блоков разломов, которые разрезают часть континента на отделяемые фрагменты. Континентальные фрагменты расположены под разными углами от своих трансформных разломов.

## История
Некоторые микроконтиненты являются фрагментами Гондваны или других древних кратонических континентов; некоторые примеры включают Мадагаскар; северное маскаренское плато, которое включает Сейшельский микроконтинент; и остров Тимор. Другие острова, такие как несколько штук в Карибском море, также состоят в основном из гранитных пород, но все континенты содержат как гранитную, так и базальтовую кору, и при таком определении нет четкой разделительной линии между островами и микроконтинентами. Кергеленское плато представляет собой большую магматическую формацию, образованную вулканической горячей точкой; однако она была связана с распадом Гондваны и какое-то время находилась над водой, поэтому её считают микроконтинентом, хотя и не континентальным фрагментом. Другие горячие острова, такие как Гавайские острова и Исландия, не считаются ни микроконтинентами, ни фрагментами материков. Не все острова можно считать микроконтинентами: Калимантан, Британские острова, Ньюфаундленд и Шри-Ланка, например, находятся каждый в пределах континентального шельфа соседнего континента, отделённого от материка внутренними морями, затопляющими его окраины.
Несколько островов в восточной части Индонезийского архипелага считаются континентальными фрагментами, хотя это обозначение является спорным. Архипелаг является домом для многочисленных микроконтинентов со сложной геологией и тектоникой. Это затрудняет классификацию массивов суши и определение причинно-следственных связей для формирования массива суши. К ним относятся южный Бачан, острова Сулавеси (острова Сулу), комплекс островов Буру-Серам-Амбон (Молуккские острова), Оби, Сумба и Тимор (Малые Зондские острова).

## Список континентальных фрагментов и микроконтинентов

### Континентальные фрагменты (кусочки Пангеи размером меньше Австралии)
- Азорское плато
- Подводная гора Боллонс — фрагмент континентальной подводной горы к юго-востоку от Новой Зеландии
- Восточно-Тасманское плато — затопленный микроконтинент к юго-востоку от Тасмании
- Подводная гора Гилберта
- Микроконтинент Ян-Майен — атлантический фрагмент континентальной коры
- Мадагаскар — островное государство в Индийском океане
- Маскаренское плато — подводное плато в западной части Индийского океана
  - Сейшельский микроконтинент — Микроконтинент, лежащий в основе Сейшельских островов в западной части Индийского океана
- Маврикий — докембрийский микроконтинент, который откололся, когда отделились Индия и Мадагаскар.
- Части плато Валлаби
- Возможно, Сумба, Тимор и другие острова восточной Индонезии; Сулавеси образовался в результате субдукции микроконтинента
- Плато Роколл — Батиметрический объект к северо-западу от Шотландии и Ирландии
- Сокотра — самый большой из четырех островов архипелага Сокотра, Йемен[11]
- Микроконтинент южных Оркнейских островов[12]
- Зеландия — в основном погруженная масса континентальной коры, содержащая Новую Зеландию и Новую Каледонию

### Другие микроконтиненты (образовавшиеся после Пангеи)
- Барбадос — страна на Малых Антильских островах Вест-Индии
- Куба, Испаньола, Ямайка и другие гранитные карибские острова
- Кергеленское плато — океаническое плато в южной части Индийского океана
- Протоконтинент пролива Дэвиса — между Канадой и Гренландией[13]